# Öves homokfutrinka
Az öves homokfutrinka (Cicindela hybrida) a futrinkafélék családjába tartozó, Európában és Nyugat-Ázsiában honos, ragadozó bogárfaj.

## Előfordulása
Egész Európában közönséges faj, Ázsiában, a Kaukázusban, Szibériában és a Közel-Keleten is megtalálható. Magyarországon az Alföldön és a környező dombvidékeken él. 

## Megjelenése
Testhossza 12-16 milliméter. Alapszíne rezes, bronzos vagy fémzöldes. Fején és előhátán kék mintázat látható, míg szárnyfedőit 3-3 fehér harántfolt díszíti. A vállán lévő folt régi telefonkagylóra emlékeztet. Szemei nagyok, a fej szinte teljes oldalsó részét elfoglalják. Sarlószerűen hajlott rágói hosszúak, fogazottak, nyugalmi állapotban egymást átkeresztezik.  
Hasonlít hozzá az alföldi homokfutrinka (Cicindela soluta), amelynek vállfoltja megszakított és zártabb homoki gyepekben él.

## Életmódja
Homokos talajú élőhelyeken, vízparton vagy alföldi homokbuckákok él. Gyors mozgású ragadozó bogarak, más rovarokkal táplálkoznak. Leginkább meleg, napos időben aktívak; hűvös, borús időjárás esetén vagy éjszaka a füvek gyökerei, rögök alá húzódnak. 
Lárvájuk függőleges csövet ás a talajba, amelynek falán az 5. potrohszelvány két kampójával megkapaszkodik. Nagy fejét és előtorát derékszögben meghajlítva elzárja a cső bejáratát. A közelbe tévedő rovarokat gyors mozdulattal elkapja és a lakócső aljára húzva megeszi őket.  
Magyarországon védett, természetvédelmi értéke 10 000 Ft.   

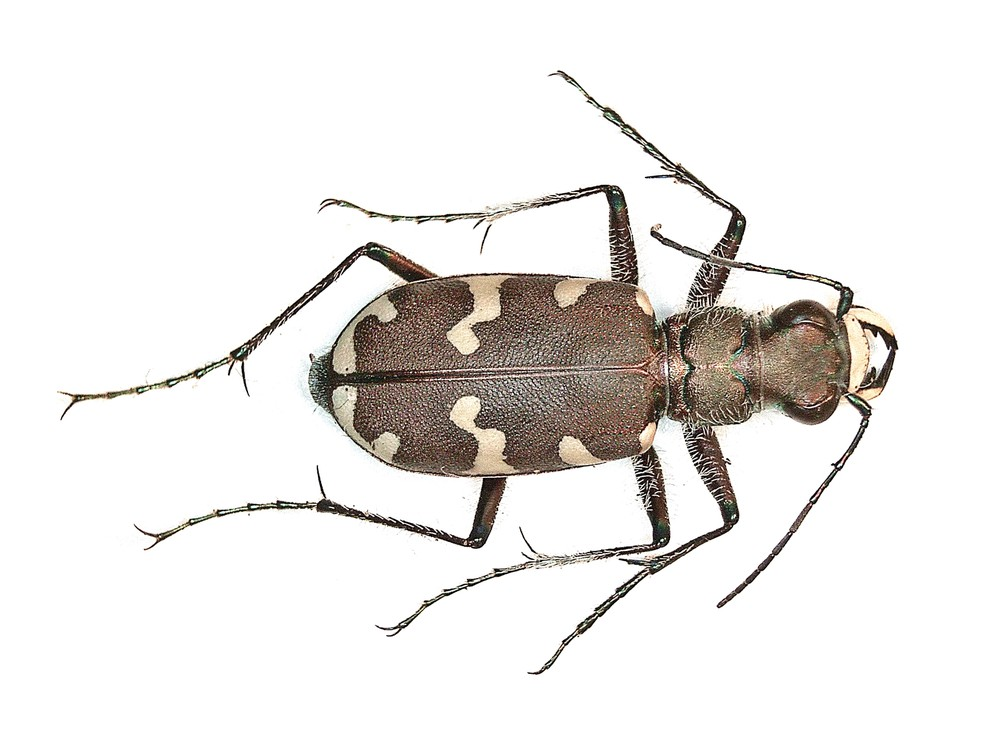
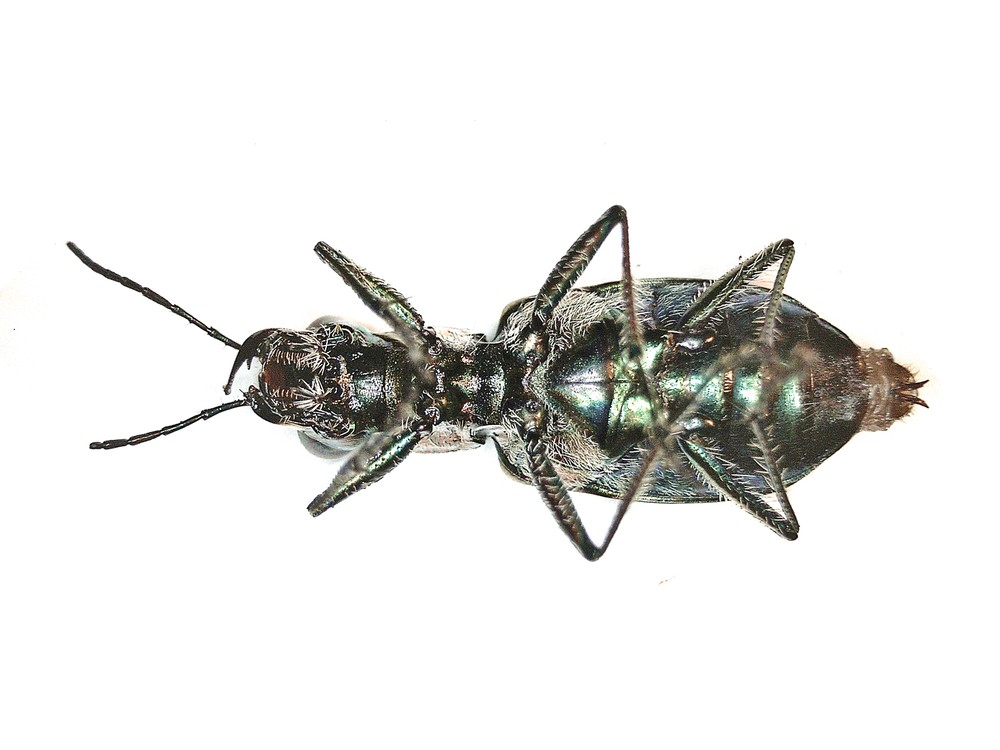
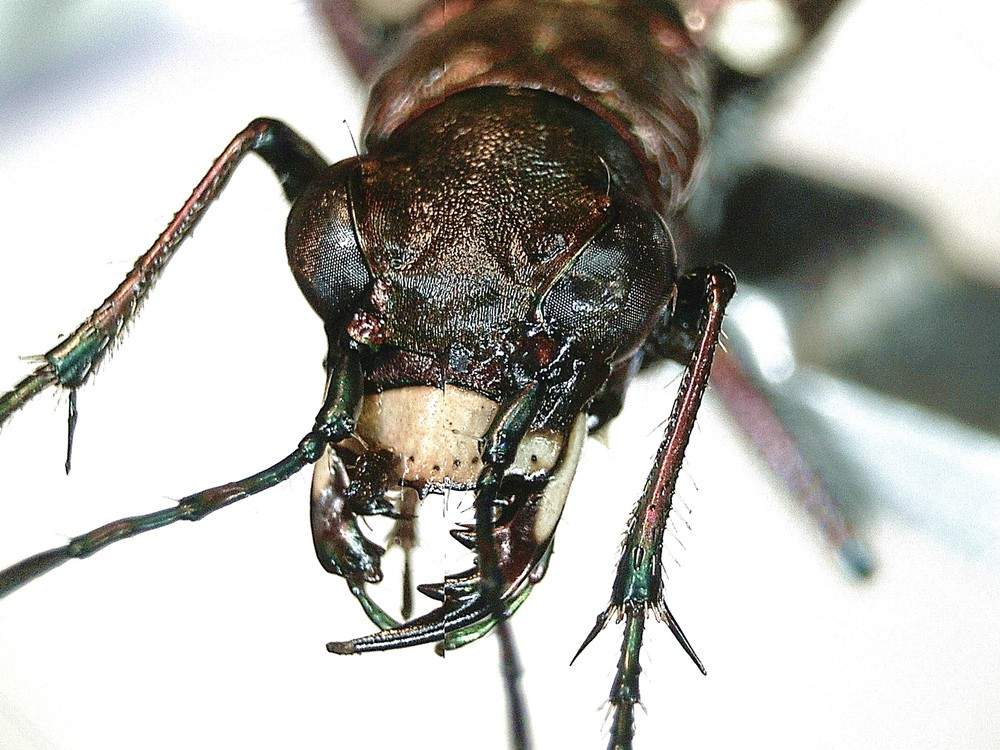
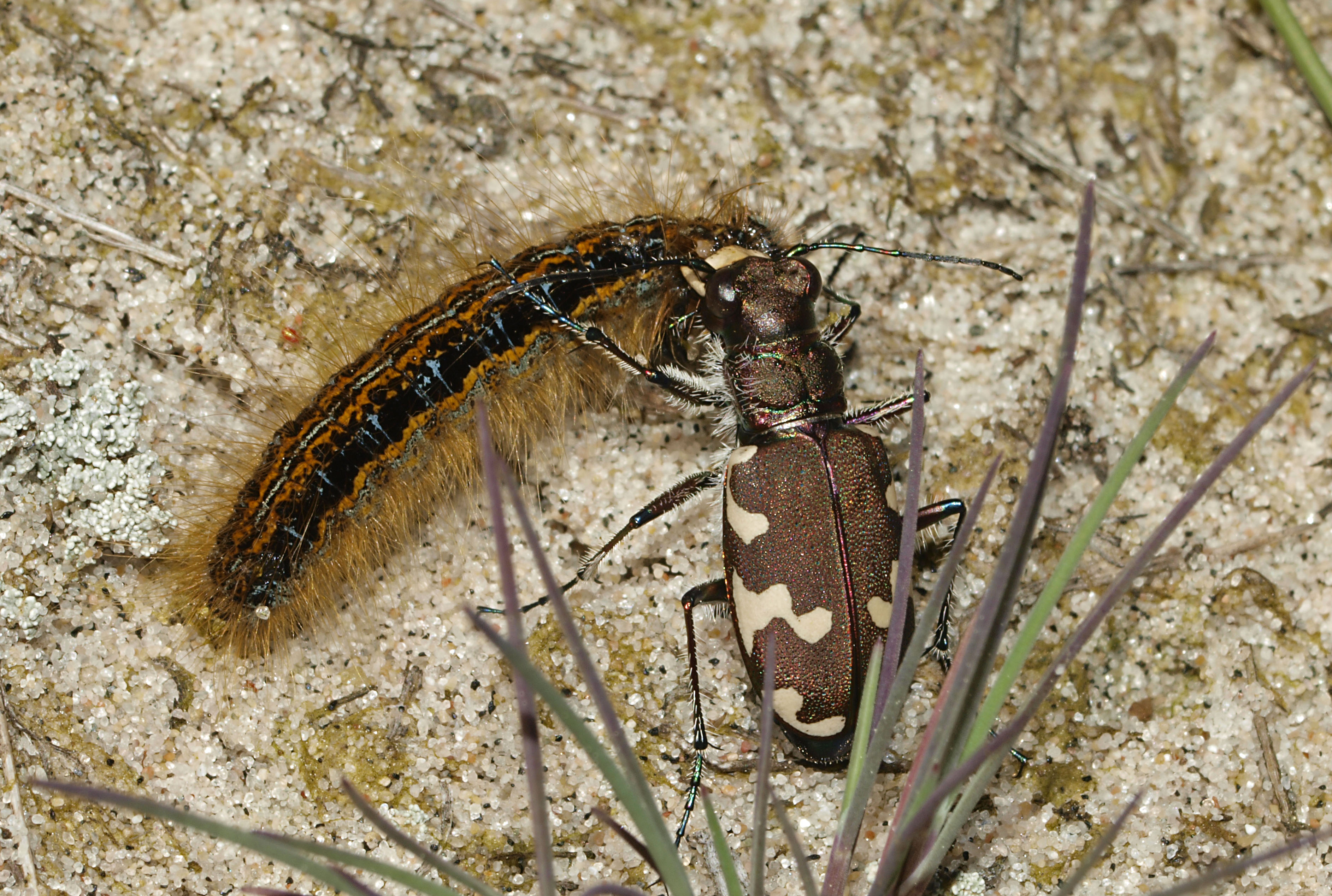
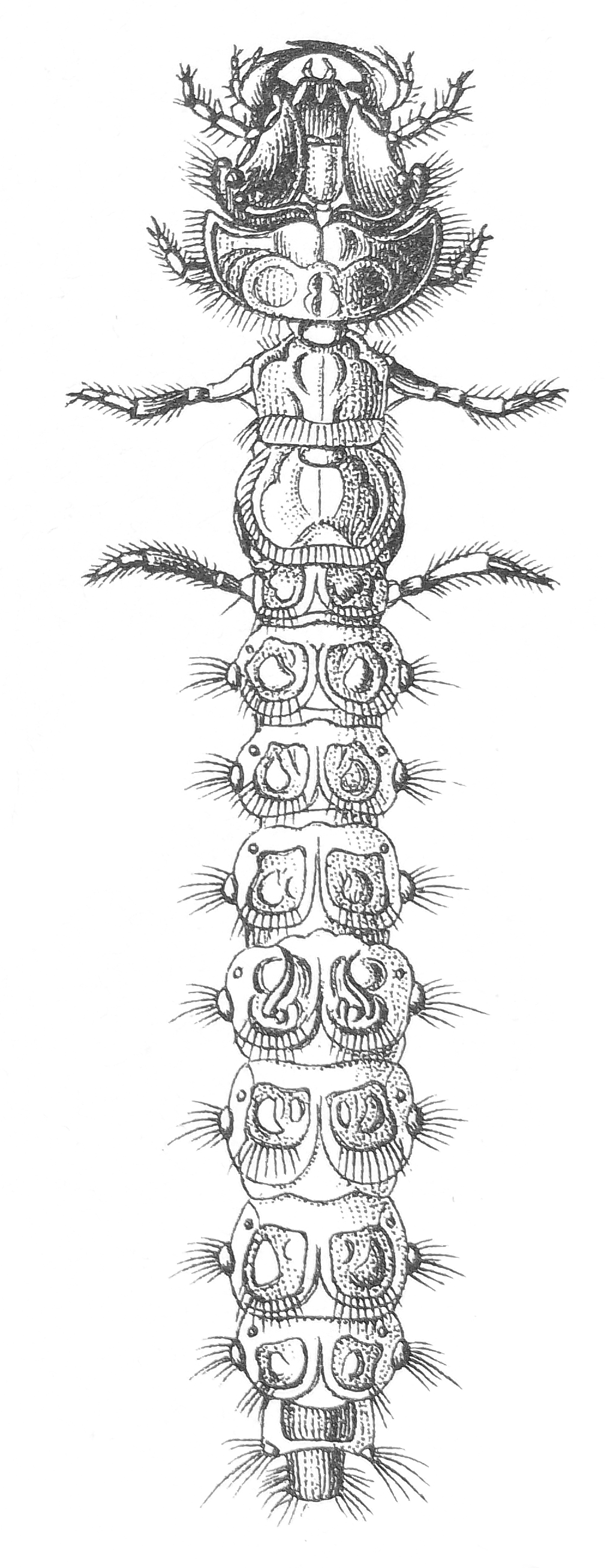